# Ghiacciaio Hariot
Il ghiacciaio Hariot (in inglese Hariot Glacier) è un ghiacciaio lungo circa 40 km situato sulla costa di Fallières, nella parte sud-occidentale della Terra di Graham, in Antartide. Il ghiacciaio, il cui punto più alto si trova a circa 1150 m s.l.m., fluisce verso nord-ovest lungo il a partire dal versante occidentale dell'altopiano Morgan prima di svoltare verso ovest, scorrendo lungo il versante settentrionale del monte Gunter e dei picchi Briggs, fino ad entrare nella costa sud-orientale della baia Margherita, dove una volta alimentava la piattaforma di ghiaccio Wordie, scomparsa nell'aprile del 2009.

## Storia
Il ghiacciaio Hariot fu grossolanamente mappato nel 1936 durante una ricognizione aerea effettuata nel corso della Spedizione britannica nella Terra di Graham, comandata da John Rymill, mentre la sua cima fu fotografata nel corso di una ricognizione aerea effettuata durante la spedizione antartica condotta nel 1947-48 al comando di Finn Rønne. Nel dicembre 1958, infine, una spedizione del British Antarctic Survey, che all'epoca si chiamava ancora Falkland Islands and Dependencies Survey (FIDS), esplorò il ghiacciaio da terra. La formazione fu in seguito battezzata dal Comitato britannico per i toponimi antartici in onore di Thomas Hariot, un matematico inglese che sperimentò nuovi metodi di navigazione sotto il patrocinio di Sir Walter Raleigh.